# (352) Gisela
(352) Gisela – planetoida z pasa głównego asteroid.

## Odkrycie
Została odkryta 12 stycznia 1893 roku w Landessternwarte Heidelberg-Königstuhl w Heidelbergu przez Maxa Wolfa. Nazwa planetoidy pochodzi od imienia żony odkrywcy Giseli Wolf. Przed jej nadaniem planetoida nosiła oznaczenie tymczasowe (352) 1893 B.

## Orbita
(352) Gisela okrąża Słońce w ciągu 3 lat i 92 dni w średniej odległości 2,19 j.a. Planetoida należy do rodziny planetoidy Flora nazywanej też czasem rodziną Ariadne.